# Safran Helicopter Engines

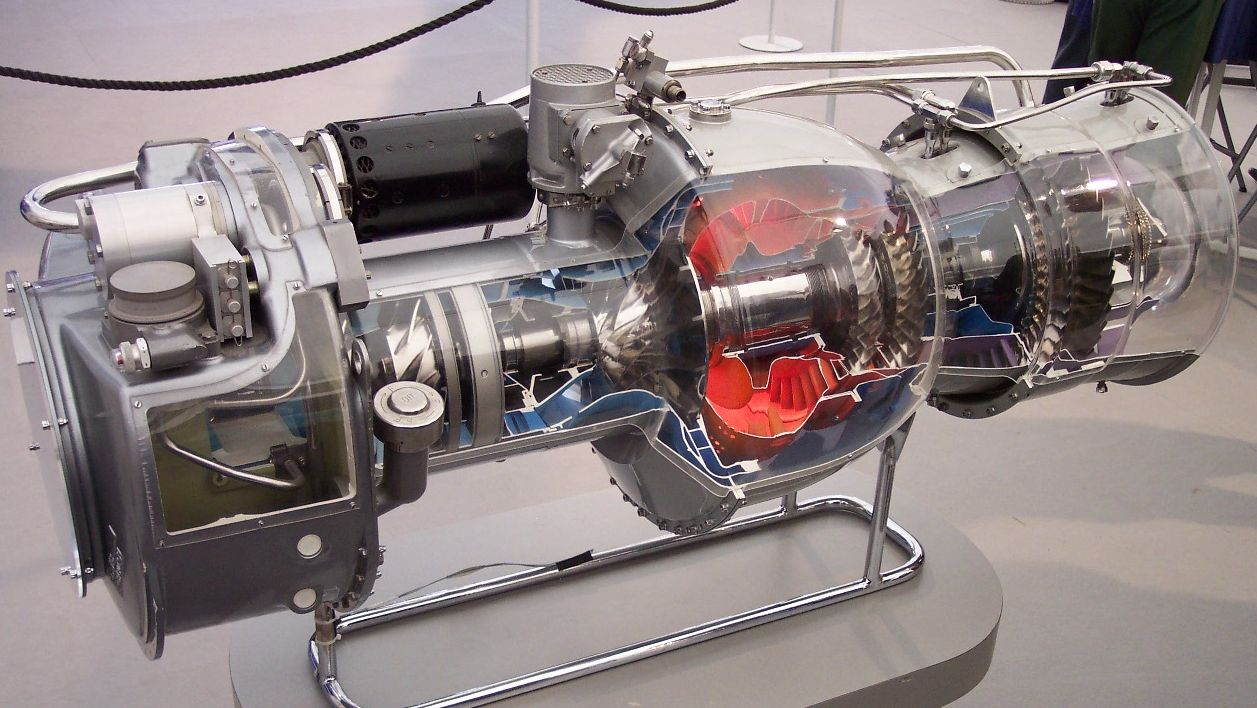
Een opengewerkte Makila.

Safran Helicopter Engines is een Franse fabrikant van lage en middelkrachtige gasturbinemotoren voor helikopters. Het werd in 1938 opgericht als Turboméca door Yosef Shidlovsky, een naar Frankrijk verhuisde Poolse Jood. Het bedrijf produceert ook turbojetmotoren voor vliegtuigen en raketten, alsook turbines voor industriële en maritieme doeleinden. De Snecma-groep nam het bedrijf over in september 2001. Toen Snecma in mei 2005 fuseerde met Sagem, ging Turbomeca mee tot de Safran-groep behoren. In 2016 hernoemde Safran al zijn dochterondernemingen zodat hun namen het woord "Safran" zouden bevatten. Sindsdien heet het bedrijf Safran Helicopter Engines.
In 1968 werd Rolls-Royce Turbomeca opgericht om de Adour-straalmotor te ontwikkelen voor de Sepecat Jaguar. Het bedrijf ging daarna door, en ontwikkelde de RTM322-turboshaft, die gekozen werd voor de AgustaWestland EH101, de NH-90 en de Westland WAH-64.